# Palm Beach nemzetközi repülőtér
A Palm Beach nemzetközi repülőtér (IATA: PBI, ICAO: KPBI) az Amerikai Egyesült Államok egyik nemzetközi repülőtere, amely West Palm Beach közelében található. Éves utasforgalma 5 898 856 fő (1998).

## Futópályák
A repülőtér futópályái:
- 10L/28R (10 001 ft, 150 ft, aszfalt)
- 10R/28L (3214 ft, 75 ft, aszfalt)
- 14/32 (6926 ft, 150 ft, aszfalt)

## Forgalom
Az utasforgalom az elmúlt években az alábbi módon változott:
| Utasok száma | 5 898 856 | 5 939 404 | 6 010 820 | 6 967 277 | 5 887 723 | 5 609 168 | 6 265 530 | 6 513 943 | 3 085 200 | 7 766 225 |
|              | 1998      | 2001      | 2003      | 2007      | 2010      | 2012      | 2015      | 2018      | 2020      | 2023      |

## Légitársaságok és úticélok
2025-ben a Palm Beach nemzetközi repülőtérről az alábbi járatok indulnak (Utoljára frissítve: 2025-01-4):

### Személy
| Légitársaság         | Célállomások |
| -------------------- | --- |
| Air Canada           | Szezonális: Montréal–Trudeau, Toronto–Pearson |
| Allegiant Air        | Asheville, Cincinnati, Grand Rapids, Pittsburgh Szezonális: Indianapolis, Memphis, Minneapolis/St. Paul |
| American Airlines    | Charlotte, Chicago–O'Hare, Dallas/Fort Worth, Philadelphia, Washington–National Szezonális: New York–LaGuardia |
| American Eagle       | Szezonális: Washington–National |
| Avelo Airlines       | New Haven Szezonális: Wilmington (DE) |
| Bahamasair           | Freeport, Marsh Harbour |
| Breeze Airways       | New Haven, Norfolk (újrakezdődik February 6, 2025), Raleigh/Durham Szezonális: Charleston (SC) |
| Delta Air Lines      | Atlanta, Boston, Detroit, New York–JFK, New York–LaGuardia Szezonális: Minneapolis/St. Paul |
| Frontier Airlines    | Chicago–O'Hare, Cincinnati, Cleveland Long Island/Islip, Philadelphia, Trenton |
| JetBlue              | Boston, Hartford, Long Island/Islip, Newark, New York–JFK, New York–LaGuardia, Providence, Washington–National, White Plains Szezonális: Buffalo, Los Angeles |
| JSX                  | White Plains Szezonális: Morristown |
| Porter Airlines      | Szezonális: Toronto–Pearson |
| Southwest Airlines   | Atlanta (vége 2025. március 5-től), Baltimore, Long Island/Islip, Nashville (kezdődik 2025. március 6-tól), Orlando (kezdődik 2025. augusztus 5-től) Szezonális: Buffalo (kezdődik February 15, 2025), Chicago–Midway, Philadelphia, Providence (újrakezdődik 2025. január 11-től), St. Louis |
| Spirit Airlines      | Atlantic City, New York–LaGuardia |
| Sun Country Airlines | Szezonális: Minneapolis/St. Paul |
| United Airlines      | Newark Szezonális: Chicago–O'Hare, Denver, Houston–Intercontinental |
| United Express       | Szezonális: Newark, Washington–Dulles |

### Cargo
| Légitársaság          | Célállomások                                        |
| --------------------- | --------------------------------------------------- |
| FedEx                 | Memphis                                             |
| United Parcel Service | Columbia (SC), Louisville, Miami, Orlando, San Juan |